# Zippo
 (octobre 2016).
Améliorez-le ou discutez des points à vérifier. 
 (décembre 2015).
Si vous disposez d'ouvrages ou d'articles de référence ou si vous connaissez des sites web de qualité traitant du thème abordé ici, merci de compléter l'article en donnant les références utiles à sa vérifiabilité et en les liant à la section « Notes et références ».
Zippo est une marque américaine de briquets, créée en 1932 par George G. Blaisdell, fils de Philo Blaisdell, à Bradford, en Pennsylvanie. Le brevet fut déposé le 3 mars 1936. En 2018, Zippo est la propriété du petit-fils de George Blaisdell.

## Historique
Selon la légende, George G. Blaisdell aurait demandé en 1932 à un ami élégant : « Vous qui êtes si chic, pourquoi n'avez-vous pas un briquet qui ait plus d’allure ? » (« You're all dressed up. Why don't you get a lighter that looks decent? ») Piqué, son ami lui répondit : « Mais il marche ! »« It works ! »[réf. nécessaire]

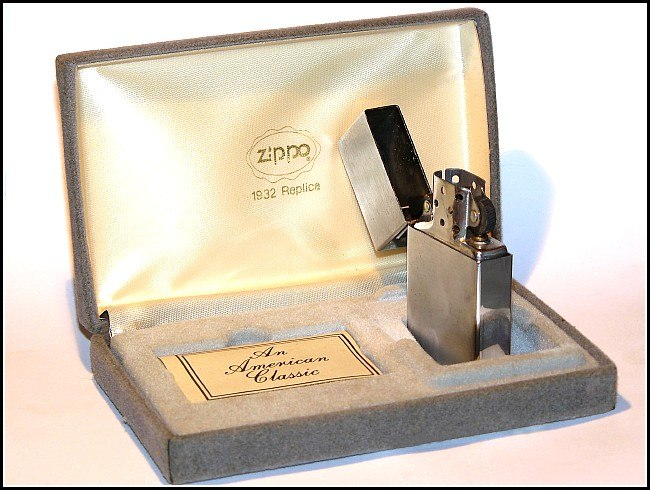
La date de ce Zippo 1932 Replica figure sur l'élément interne du briquet et non pas sous le boîtier et note C IV soit mars 1988

Ainsi le créateur voulut un briquet beau à regarder, simple à utiliser et surtout fiable. Dès 1931, il acheta les droits d'un briquet tempête autrichien avec capuchon retirable, mais ce fut un échec commercial. Fin 1932, il dut créer un autre briquet. L'apparition d'un boîtier rectangulaire, qui sera réduit plus tard, deviendra la marque de fabrique. La grande idée est de relier le capuchon à la partie inférieure par une charnière soudée. Pour finir sa création, Georges G. Blaisdell entoura la mèche d'une grille de protection contre le vent. Ensuite, il trouva le nom de Zippo, inspiré de celui d'une invention géniale : le zipper (la fermeture Éclair), le nom Zippo passera rapidement dans l'usage courant.
En Allemagne et surtout aux États-Unis, le Zippo est classé comme un objet éventuellement dangereux pour l'embarquement en avion, sauf si la charge est enlevée. Cependant, un briquet Zippo est toléré sur soi, à condition qu'il ne soit pas rempli d'essence.
Enoch Bolles a illustré les publicités Zippo « Windy Girl » dans une centaine de versions.

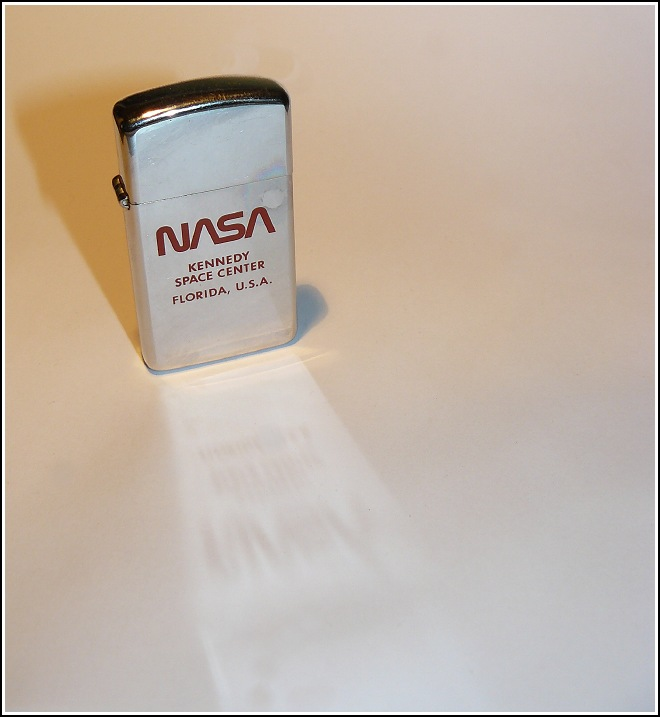
Un Zippo acheté à la boutique de la NASA, date notée C III soit mars 1987.

Les usines Zippo ont produit plus de 600 millions de Zippo appréciés par les utilisateurs et les collectionneurs. La forme n'a pratiquement pas changé, mais il y a eu beaucoup d'évolutions mécaniques, notamment pour la pierre à briquet et l'apparence du boîtier. Toutefois des répliques des anciens styles (Zippos « vintage » style 1935 et 1941) sont toujours en vente.
La société Zippo essaya de se diversifier en 1962. Aujourd'hui, elle produit des couteaux, des ustensiles d'écriture, des porte-clés. Zippo a consolidé ses ventes en installant un réseau de distribution national et international. Dans plus de 100 pays, le nom de Zippo est devenu une garantie de qualité. Sa grande force réside dans sa réputation « Made in USA. », sa solidité, mais surtout sa flamme qui peut résister à des conditions climatiques extrêmes.
Chaque briquet métallique Zippo est toujours réparé gratuitement. Zippo ne facture rien, et ceci indépendamment de l'état du briquet. Cela n'est toutefois pas valable pour son apparence. Des musées regorgent de pièces insolites réparées (après passage sous rouleau compresseur…).

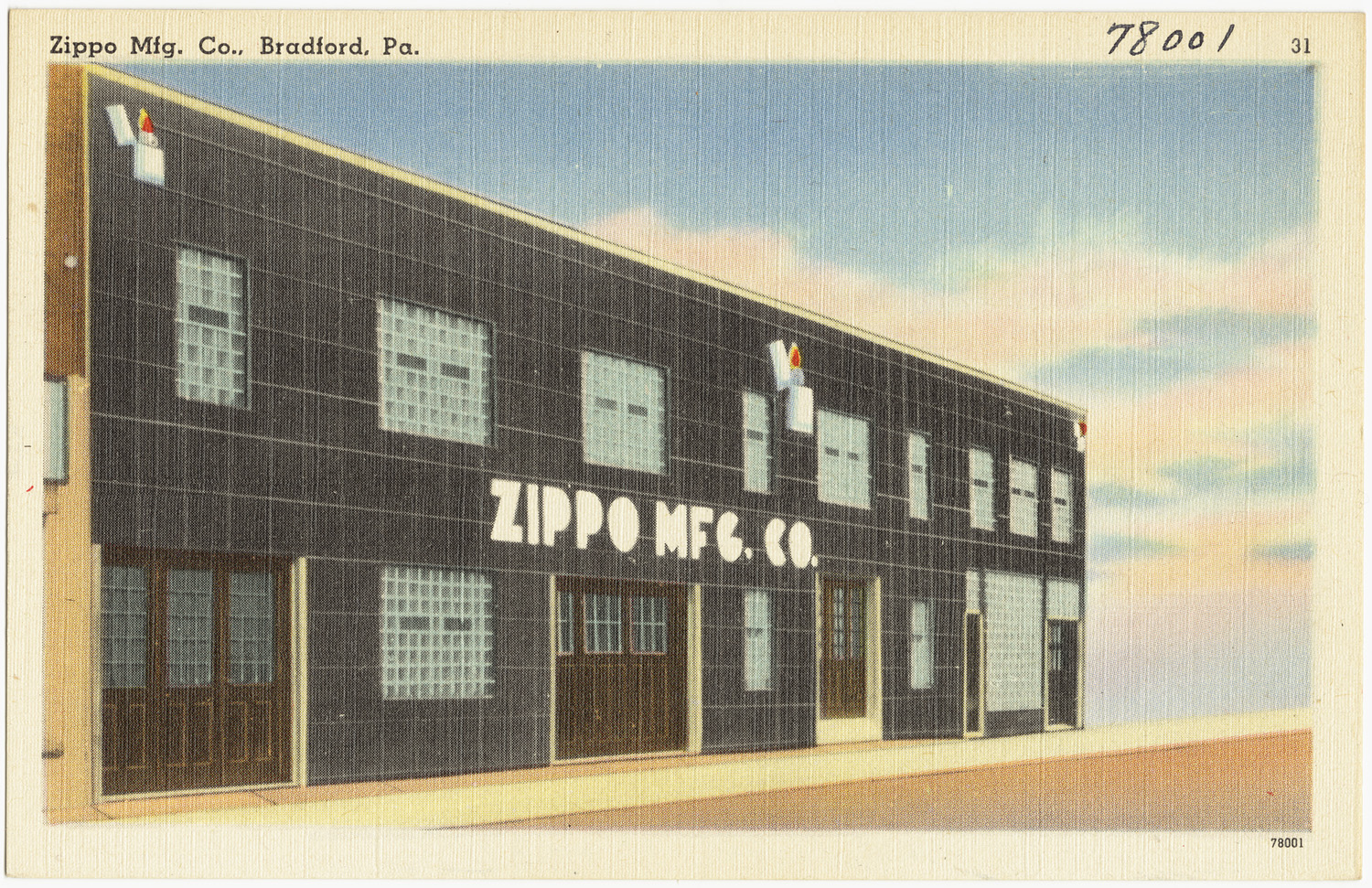
Usine Zippo en Pennsylvanie, environ 1930-1945.
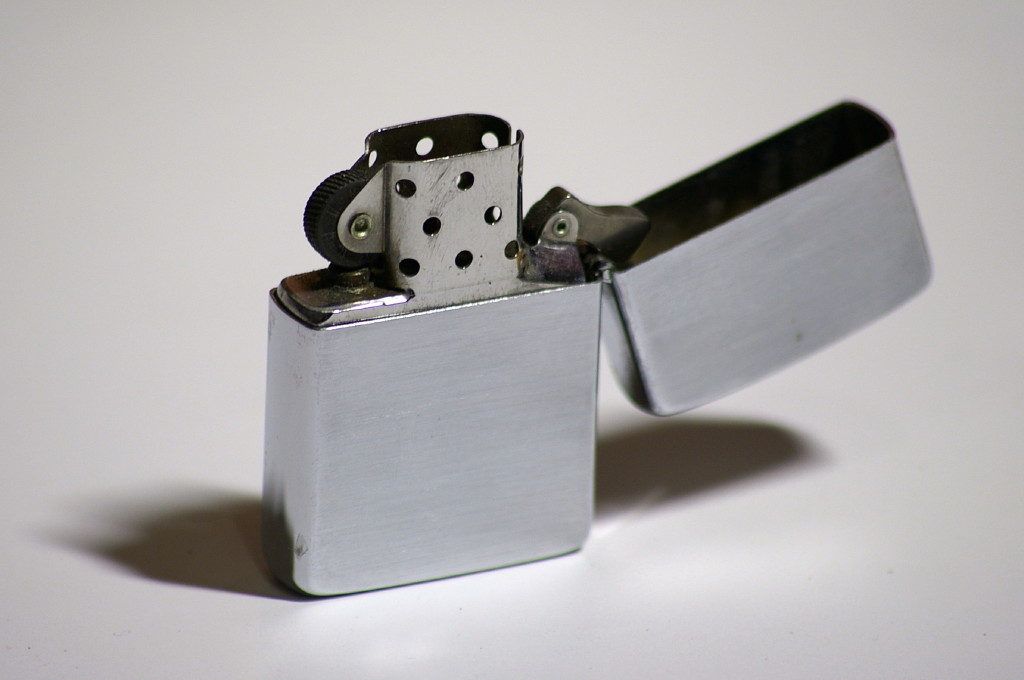
Briquet à essence Zippo.
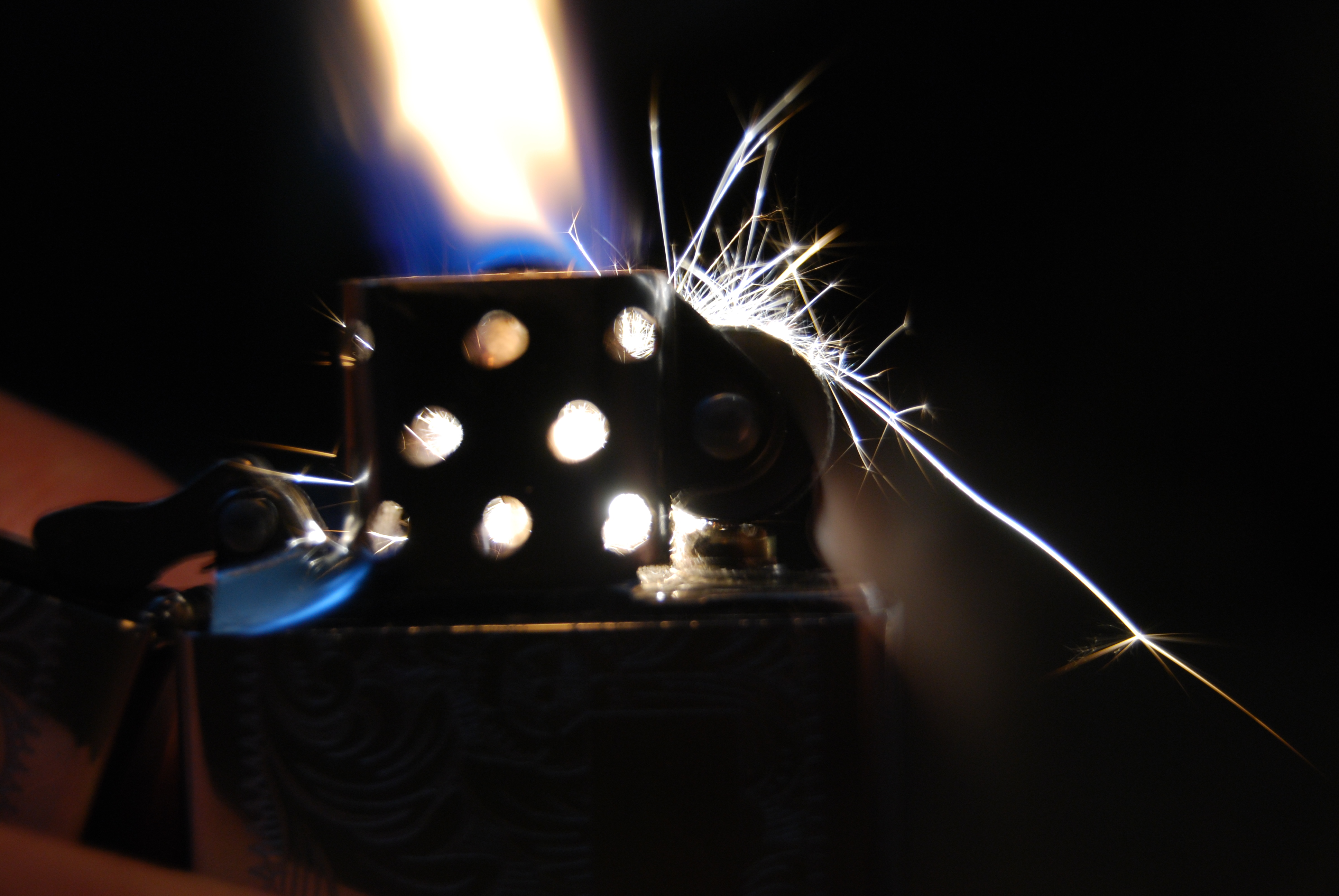
Allumage d'une flamme de Zippo.

## Datation des Zippo

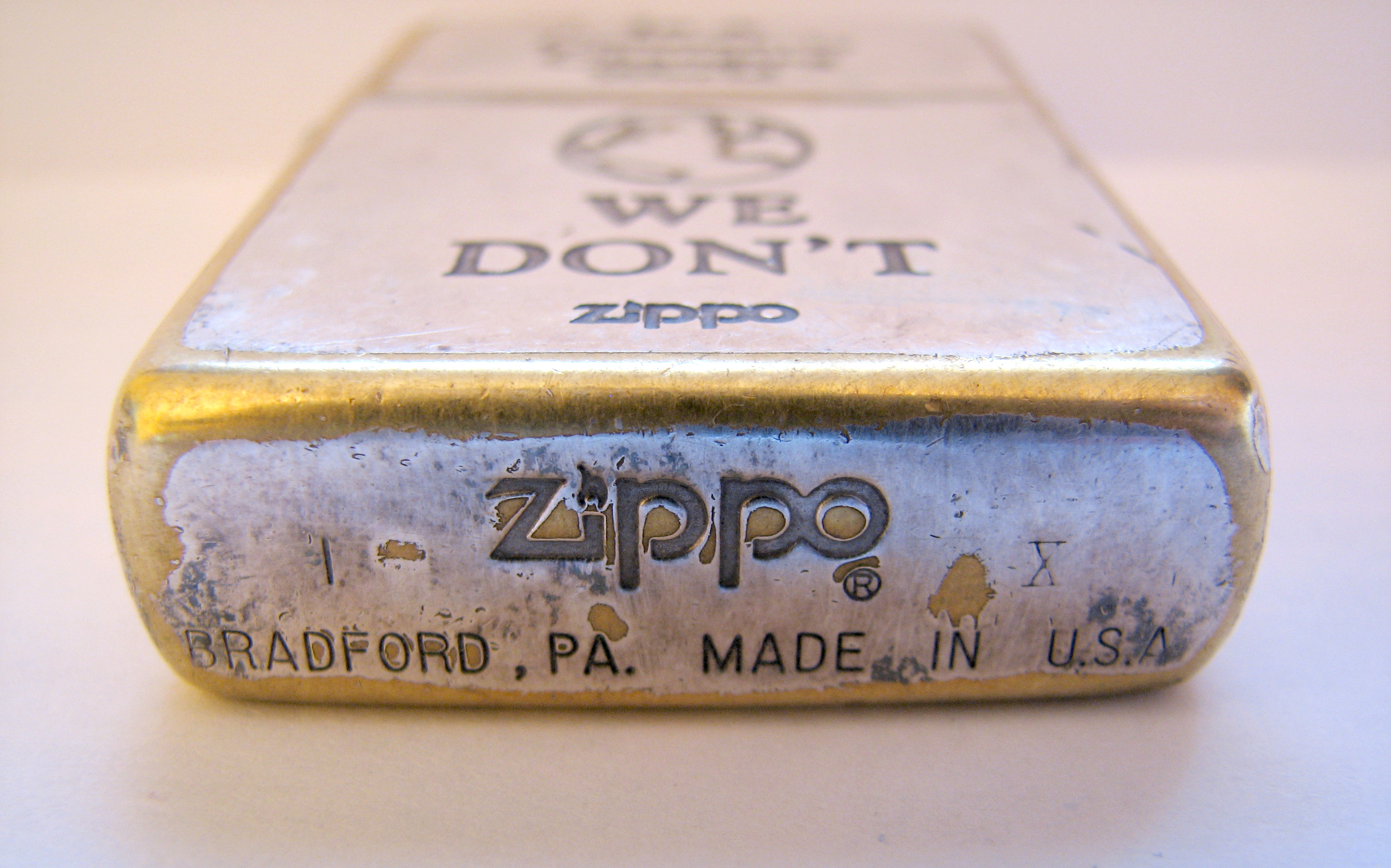
Un Zippo de septembre 1994.

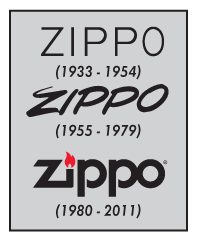
Changements du logo de la marque Zippo.

Des dates sont codifiées, de chaque côté de la marque sous le briquet.
De 1955 à 1965, les Zippo fabriqués sont datés sous le briquet avec un système de points.
- 1958 : •••• ••••, 1959 : •••• •••, 1960 : ••• •••, 1961 : ••• ••, 1962 : •• ••, 1963 : •• •, 1964 : • •, 1965 : •

De 1966 à 1973, les Zippo fabriqués sont datés sous le briquet avec un système de barres verticales.
- 1966 : ││││ ││││, 1967 : ││││ │││, 1968 : │││ │││, 1969 : │││ ││, 1970 : ││ ││, 1971 : ││ │, 1972 : │ │, 1973 : │

De 1974 à 1981, les Zippo fabriqués sont datés sous le briquet avec un système de barres diagonales (slash)
- 1974 : //// ////, 1975 : //// ///, 1976 : /// ///,1977 : /// //, 1978 : // //,1979 : / //, // /, 1980 : / /, 1981 : /

De 1982 à 1986, les Zippo fabriqués sont datés sous le briquet avec un système de barres diagonales (antislash)
- 1982 : \\\\ \\\\, 1983 : \\\\ \\\, 1984 : \\\ \\\, 1985 : \\\ \\, 1986 : \\ \\

De 1986 à 2000, les Zippo fabriqués sont datés sous le briquet avec un système de lettres pour les mois de fabrication et ensuite en chiffres romains pour les années en clair :
- A : janvier, B : février, C : mars, D : avril, E : mai, F : juin, G : juillet, H : août, I : septembre, J : octobre, K : novembre, L : décembre.
- II : 1986 (pour 1986, la firme évita le I pour ne pas confondre avec le I de septembre et commença donc directement par le II), III : 1987, IV : 1988, V : 1989, VI : 1990, VII : 1991, VIII : 1992, IX : 1993, X : 1994, XI : 1995, XII : 1996, XIII : 1997, XIV : 1998, XV : 1999, XVI : 2000. 
  - Exemple : un Zippo marqué J XIV date d'octobre 1998.
- Depuis 2001 : 01 : 2001, 02 : 2002, 03 : 2003, 04 : 2004, 05 : 2005 , 06 : 2006, 07 : 2007, 08 : 2008, '09 : 2009, 10 : 2010, etc.
  - Exemple : un Zippo marqué F 07 est de juin 2007.

Le logo a changé trois fois de style : en 1933, en 1955 et en 1980.

## Garantie à vie

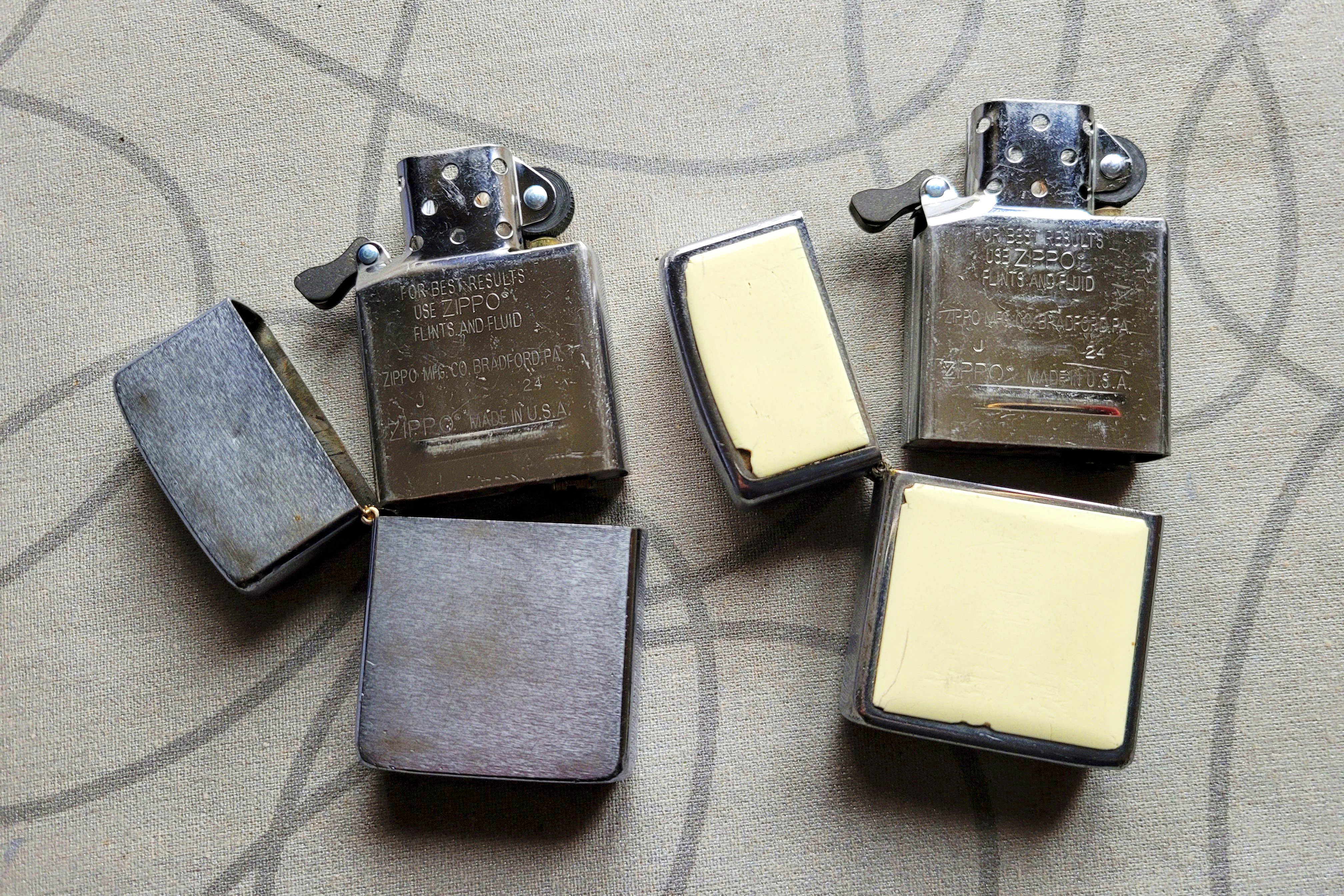
Deux briquets tempête Zippo, dont la charnière était cassée, réparés gratuitement en application de la garantie à vie : l’insert a été systématiquement remplacé.

Les briquets et autres produits fabriqués par Zippo sont garantis à vie. Pour les briquets tempête, par exemple, les inserts et les charnières sont remplacés gratuitement, seuls les décors et les aspects de l’étui ne sont pas réparés. Pour faire réparer un Zippo, il faut se rendre sur le site, remplir un formulaire et envoyer à l’adresse indiquée le ou les briquets. Une fois réparés, ils vous sont retournés par transporteur.

## Clubs et collectionneurs

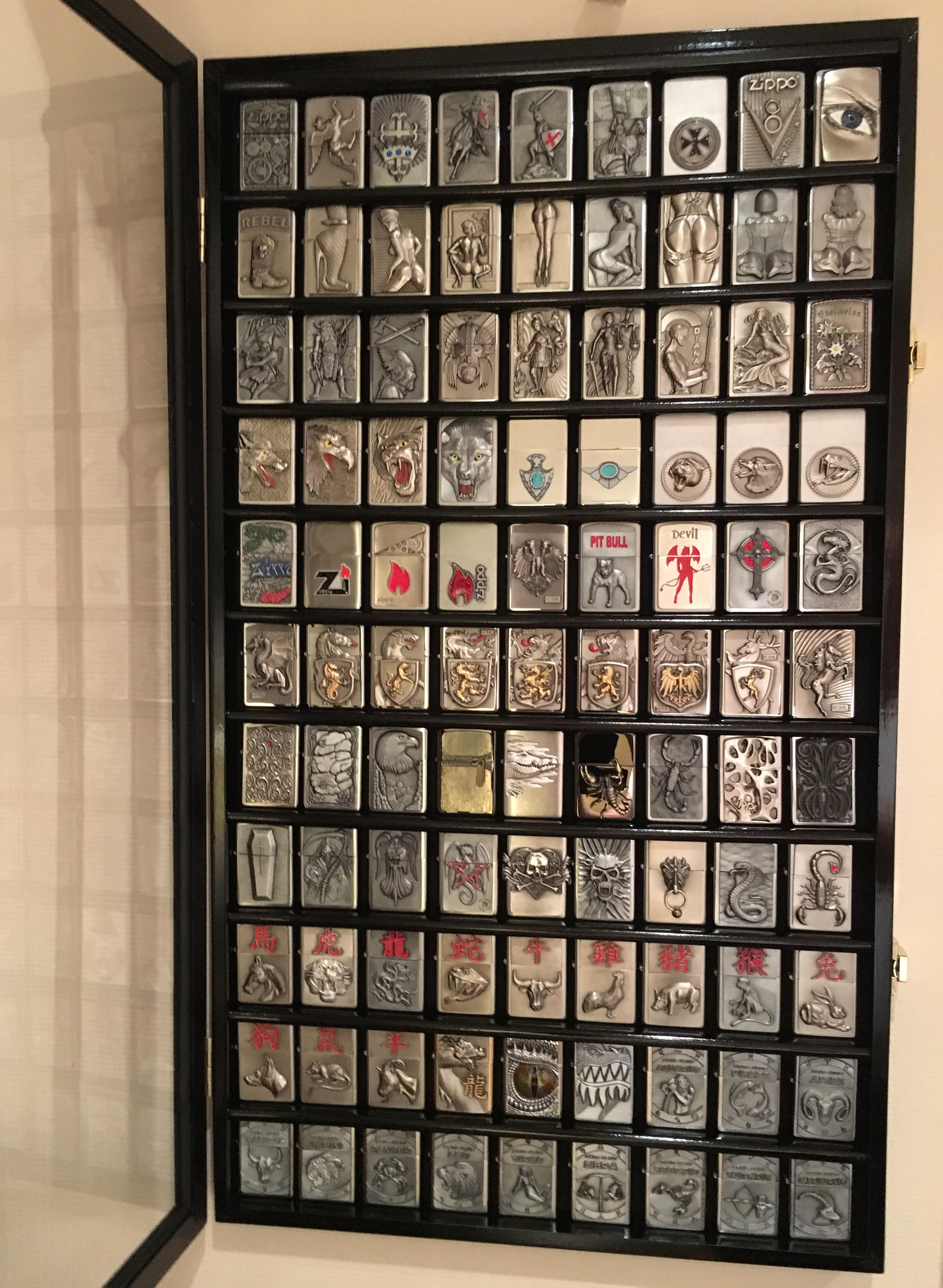
Une vitrine d'un collectionneur de briquets Zippo.

Les briquets Zippo sont considérés comme des objets de collection ayant une certaine valeur.
L'usine propose le Zippo Lighter Collector's Guide avec des illustrations, des descriptions, des explications sur le codage de la date qui se trouve au-dessous de chaque Zippo.
Des clubs de collectionneurs de briquets existent en Angleterre, en Italie, en Suisse, en Allemagne, au Japon et aux États-Unis.

## Le Zippo dans la culture populaire
Les soldats utilisant ce briquet, les anecdotes « héroïques » ou amusantes nourrissant sa légende ne manquent pas :
- un briquet aurait sauvé le sergent Andres Martinez au Vietnam en arrêtant une balle ;
- un briquet qui fonctionnait toujours aurait été retrouvé dans le ventre d'un poisson ;
- pendant la guerre du Viêt Nam, un « Zippo Raid » consistait à détruire par le feu un village supposé tenu par les Viet-Congs, les G.I. utilisant leur Zippo pour cela.

Le Zippo apparait régulièrement au cinéma ou à la télévision, on peut ainsi le rencontrer par exemple dans :
- Serge Gainsbourg utilisait régulièrement un briquet Zippo, que l'on retrouve dans les paroles de sa chanson Ford Mustang[5] ainsi que dans le film Gainsbourg, vie héroïque. Il s'est aussi servi d'un Zippo pour brûler un billet de 500 francs le 11 mars 1984 à TF1 sur le plateau de 7 sur 7 ;
- le film Gran Torino, le personnage principal, Walt Kowalski, interprété par Clint Eastwood possède un Zippo avec le blason de la 1re division de cavalerie américaine ;
- le film Mr. Nice, de Bernard Rose, au cours du générique de fin, Howard Marks utilise son zippo filmé en gros plan et au ralenti, d'une fort belle manière ;
- le film Constantine (inspiré du comics Hellblazer) le héros, interprété par Keanu Reeves, utilise continuellement un Zippo ;
- la série Buffy contre les vampires, le vampire Spike possède un Zippo auquel il semble beaucoup tenir[6] ;
- le film Un monde parfait, le personnage interprété par Kevin Costner utilise le briquet Zippo ;
- le film La Tour Montparnasse infernale ; une des affiches du film montre Ramzy tenant un Zippo allumé ;
- le film Reservoir Dogs de Quentin Tarantino, le personnage Mr White possède un Zippo ;
- le film Kill Bill, Budd utilise un Zippo ;
- le film Piège de cristal, John McClane utilise un Zippo ;
- le film 58 minutes pour vivre|, John McClane utilise un Zippo ;
- le film Predator, le Major "Dutch" utilise un Zippo ;
- le film Le Mac l'acteur principal allume sa cigarette avec un Zippo ;
- le film Babylon A.D., Vin Diesel essaie d'allumer sa cigarette avec un Zippo, mais il n'y a plus d'essence ;
- les séries/films Frères d'armes et The Pacific, produits par Tom Hanks et Steven Spielberg, les soldats américains utilisent des Zippo à nombreuses reprises ;
- la série Stranger Things, dans la première et deuxième saisons, Jonathan et Steve utilisent des Zippo pour brûler les monstres ;
- les films de la trilogie X-Men, le personnage pyromane Pyro utilise un Zippo avec un motif de dents de requin pour générer des flammes ;
- le film X-Men: Days of Future Past, Wolverine utilise Un Zippo pour allumer ses cigares ;
- le jeu vidéo StarCraft, le vice-amiral de la Fédération Terrienne, Alexei Stukov, allume ses cigares à l'aide d'un Zippo ;
- le film Rambo, John Rambo utilise un Zippo pour enflammer la station d'essence ;
- le film 28 jours plus tard, un des soldats fume avec son Zippo ;
- le film Indiana Jones et la Dernière Croisade, Indiana Jones et son père sont ligotés sur une chaise dos à dos, Indy demande à son père de fouiller dans la poche de sa veste pour y trouver son porte-bonheur, qui est un Zippo ;
- sur la pochette du single Kush de Dr. Dre, on retrouve également un Zippo allumé. Ce dernier apparaît régulièrement dans le clip vidéo de la chanson en question ;
- dans la série Mad Men produite par CBS, le Zippo est aussi omniprésent que les cigarettes Lucky ;
- la série Dexter, dans le premier épisode de la cinquième saison, Dexter utilise un Zippo pour brûler son container ;
- le manga Great Teacher Onizuka, le personnage principal Eikichi Onizuka se sert d'un Zippo pour allumer ses cigarettes ;
- la série Misfits (série télévisée), dans le troisième épisode de la saison trois Simon se sert d'un Zippo pour brûler un cadavre ;
- la série Bones, l'un des personnages principaux, l'agent spécial Seeley Booth, en possède un de couleur doré. Il le brandit lorsque, dans la saison 3, Temperance Brennan est amenée à chanter ;
- la série Supernatural, Dean gâche un Zippo à chaque crémation de cadavre ;
- la série Under The Dôme, Big Jim utilise un Zippo ;
- la série The Walking Dead, les personnages de Glenn, Maggie et le Gouverneur utilise un Zippo ;
- la série Mentalist, Patrick utilise un Zippo lors d'une affaire ;
- la série Westworld, The men in black allume une cigarette dans le dernier épisode de la saison 1 ;
- le film Bus Palladium, Lucas allume la cigarette de la mère de Manu avec un Zippo ;
- l'édition vinyle de l'album Catch a Fire de Bob Marley and the Wailers était vendue dans une pochette articulée représentant un briquet Zippo ;
- le jeu vidéo Far Cry 3, Jason est sauvé par un Zippo, car ayant arrêté la balle ;
- le jeu vidéo Hitman: Absolution, l'Agent 47 utilise un Zippo pour s'éclairer lorsqu’il est dans une gaine de ventilation ;
- le film Rush, James Hunt joue avec son Zippo doré pour faire passer le stress ;
- dans le film Brick Mansions, le grand père de Damien utilise un Zippo ;
- le film The Tourist, Johnny Depp utilise un Zippo pour allumer ses cigarettes ;
- le film Hocus Pocus, Max utilise un Zippo ;
- le film Destination finale 2, l'homme de la pompe à essence utilise un Zippo ;
- le jeu vidéo LOST les disparus, le joueur se déplace avec un Zippo pour s'éclairer dans les cavernes et plus tard pour allumer ses torches ;
- le film Sucker Punch, le personnage de Babydoll doit récupérer le Zippo doré du maire (qui est, en réalité, un des gardiens de l'asile) ;
- le dessin animé WALL-E, Wall-e montre à E.V.E un Zippo ;
- le jeu vidéo Tomb Raider sortie en 2013, Lara Croft utilise un Zippo pour soigner sa plaie et lancer des flèches enflammées ;
- le jeu vidéo The Wolf Among Us, Bigby Wolf utilise un Zippo pour allumer ses cigarettes ;
- le jeu vidéo Counter-Strike: Global Offensive le joueur utilise un Zippo pour allumer un cocktail Molotov ;
- le jeu vidéo Until Dawn, les personnages utilisent régulièrement un Zippo pour s'éclairer ou brûler leurs liens ;
- dans le film Gangster Squad, le sergent Jerry Wooters, interprété par l'acteur Ryan Gosling, utilise régulièrement son Zippo . Notamment pour séduire Grace Faraday (Emma Stone) ;
- dans le clip What Do You Mean de Justin Bieber, John Leguizamo, présent au début du clip, joue à ouvrir et à fermer son Zippo ;
- dans le film Harley Davidson et l'homme aux santiags, Mickey Rourke utilise un Zippo pour allumer ses cigarettes ;
- dans la série Sons of Anarchy, le héros Jackson Teller est régulièrement présenté en plan serré allumant une cigarette avec un Zippo ;
- dans le film Hellboy, Ron Perlman, qui joue le héros, allume ses cigares avec un Zippo ;
- clip de It's probably me de Sting avec Eric Clapton ;
- dans le roman Natchez Burning de Greg Iles (2014), Sonny Thornfield allume sa cigarette avec un  Zippo (p. 18) ;
- dans le roman Mississippi Blood de Greg Iles (2016), Snake Knox utilise un Zippo pour allumer ses cigarettes (p. 528) ;
- dans la série Mon Oncle Charlie saison 3 épisode 15 Charlie Sheen allume son cigare avec un Zippo ;
- dans le film Paul, avec Nick Frost et Simon Pegg, l'extraterrestre Paul allume ses cigarettes avec un Zippo ;
- le jeu vidéo Grand Theft Auto V, Trevor apparaît tenant un Zippo ;
- dans le jeu vidéo Katana Zero, le protagoniste principal utilise un Zippo pour détruire les contrats de ses cibles après les avoir consultés ;
- dans le roman Zippo de Valentine Imhof (éd. du Rouergue, 2019), un assassin utilise un Zippo pour commettre ses méfaits ;
- dans le film Twilight "Hésitation" Edward Cullen utilise un Zippo pour brûler Victoria ;
- dans Constantine (l'adaptation en série TV des comics Hellblazer de chez DC), le personnage de John Constantine (fumeur et exorciste) fidèlement interprété par Matt Ryan, possède un Zippo qu'il utilise quasiment dans chaque épisode. Le personnage (rôle repris par le même acteur) apparaît d'ailleurs dans d'autres franchises en séries TV issues du même univers, en crossover (Arrow, Legends of Tomorrow, mais aussi Flash et Batwoman, avec une apparition du personnage de Lucifer issu de la série éponyme, durant la saga "Crisis on infinite earths") et on retrouve l'usage du Zippo à chaque fois. Il existe plusieurs modèles légèrement différents mais le modèle principal « le plus utilisé » est produit en répliques par Marc de Hoogh (le créateur du modèle utilisé dans Arrow). Dans les adaptations du personnage en film d'animation Constantine City of Demons, Justice League Dark et Justice League Dark Apokolips War, le personnage (avec le talent vocal du même acteur) utilise aussi son symbolique Zippo ;
- dans la série d'animation Les Petites Sorcières, un personnage porte le nom de Zippo en hommage à cette marque ;
- dans le manga Naruto, Asuma Sarutobi allume ses cigarettes avec un Zippo.
- dans le film Exquis (Delicious, 2025), la protagoniste utilise et joue tout au long du film avec son Zippo.